# Макуловское сельское поселение
Макуловское се́льское поселе́ние — муниципальное образование в Верхнеуслонском районе Татарстана Российской Федерации.
Административный центр — село Русское Макулово.

## История
Статус и границы сельского поселения установлены Законом Республики Татарстан от 31 января 2005 года № 19-ЗРТ «Об установлении границ территорий и статусе муниципального образования "Верхнеуслонский муниципальный район" и муниципальных образований в его составе».

## Население
| 2010  | 2011  | 2012  | 2013  | 2014  | 2015  | 2016  |
| ----- | ----- | ----- | ----- | ----- | ----- | ----- |
| 1687  | ↘1684 | ↘1679 | ↘1637 | ↗1650 | ↘1639 | ↘1625 |
| 2017  | 2018  |       |       |       |       |       |
| ↘1598 | ↘1576 |       |       |       |       |       |

## Состав сельского поселения
| № | Населённый пункт   | Тип населённого пункта       | Население |
| - | ------------------ | ---------------------------- | --------- |
| 1 | Исаево             | деревня                      |           |
| 2 | Клянчино           | деревня                      |           |
| 3 | Русское Макулово   | село, административный центр |           |
| 4 | Сеитово            | село                         |           |
| 5 | Татарское Макулово | деревня                      |           |